# 大西すみこ
大西 すみこ（おおにし すみこ、1960年12月6日 - 2018年7月31日）は、日本の女性イラストレーター、デザイナー。旧姓：飯田。NIFTY-Serveグラフィックフォーラム（絵風蔵）ハンドルネーム「うり」、旅行フォーラムハンドルネーム「うずまき」、その他ハンドルネーム「すみそ」「みそ」。雅号、大西静流。神奈川県出身。トキワ松学園女子短期大学（現：横浜美術大学）卒。アパレルメーカー、デザイン会社などを経てフリーとなる。イラストをメインに、ポストカード・書籍装丁・パンフレット・ロゴ等のデザインを制作。グラフィックソフト、デジカメ、写真関連の記事や単行本を執筆。2018年7月31日心不全のため死去。享年58。

## 作品リスト

### 著書（文、作例イラスト、作例写真）
- 1996年　クリエイターが遊ぶWebデザイン（川名和子 、清水康之 、鋤柄よしこ 、かわはらたかし  、笠居聡宏 、菅原明彦 、飯田HAL  共著、秀和システム）ISBN-10: 4879665932

- 1996年　クリエイターが創る Web素材（川名和子、清水康之、鋤柄よしこ、吉田理絵子、中野博文、笠居聡宏、飯田HAL 共著、秀和システム）ISBN-10: 4879666351

- 1998年　Painterスーパーアートワークス（石川浩二、渡辺優、KEITA 共著、翔泳社）ISBN-10: 4881356240

- 2001年　はじめてのPhotoshopElements Windows版（秀和システム）ISBN-10: 479800135X

- 2001年　Photoshop LEでホームページの素材をつくろう!for Windows & Macintosh（エクシードプレス）ISBN-10: 4893698613

- 2002年　はじめてのIllustrator 10 for Windows（秀和システム）ISBN-10: 4798002852

- 2002年　はじめてのIllustrator 10 for Macintosh（秀和システム）ISBN-10: 4798002933

- 2002年　はじめてのデジタルカメラ WindowsXP対応（秀和システム）ISBN-10: 4798004383

- 2003年　はじめてのPhotoshopElements2.0Win&Mac両対応（秀和システム）ISBN-10: 4798004847

- 2004年　はじめてのIllustratorCS Macintosh版（秀和システム）ISBN-10: 4798007692

- 2004年　はじめてのIllustratorCS Windows版（秀和システム）ISBN-10: 4798007307

- 2005年　はじめてのIllustratorCS2 Windows版（秀和システム）ISBN-10: 4798011576

- 2005年　一週間でマスターするPhotoshop CS2 for Win & Mac（毎日コミュニケーションズ）ISBN-10: 4839918422

- 2007年　はじめてのILLUSTRATOR CS3 Win&Mac両対応（秀和システム）ISBN-10: 4798017841

- 2008年　即戦プロ技 Photoshopブラシ&スタイルコレクション（樋口泰行 共著、毎日コミュニケーションズ）ISBN-10: 4839929750

- 2009年　速習デザイン Photoshop CS4（藤島健 共著、技術評論社）ISBN-10: 4774138770

- 2009年　即戦プロ技 フリーフォント&文字デザインコレクション（高橋としゆき、ヤマダジュンヤ 共著、毎日コミュニケーションズ ）ISBN-10: 4839931526

- 2011年　速習デザイン Photoshop CS5（藤島健 共著、技術評論社）ISBN-10: 4774147214

- 2011年　今すぐ使えるかんたんmini デジカメ やさしくわかる 整理&活用入門 Windows7対応（技術評論社）ISBN-10: 477414620X

- 2012年　速習デザイン Photoshop CS6（藤島健 共著、技術評論社）ISBN-10: 4774152552

- 2012年　～無料で楽しむ写真レタッチ&グッズ作り～　GIMPからはじめよう！ （技術評論社）ISBN-10: 4774150320

- 2014年　今すぐ使えるかんたんmini デジカメ写真やさしくわかる整理&活用入門（技術評論社）ISBN-10: 4774167991[2]

- 2016年　できるクリエイター Inkscape独習ナビ（小笠原種高、羽石相、山本潤一 、できるシリーズ編集部 共著、インプレス）ISBN-10: 4844381555[3]

- 2017年　世界一わかりやすいPhotoshop 操作とデザインの教科書（柘植ヒロポン、上原ゼンジ、吉田浩章、坂本可南子 共著、技術評論社）ISBN-10: 4774186309[4]

### オンライン記事
- 2003年　日本の夏！打ち上げ花火をカンタンに撮る[5]（マカロニアンモナイト）

### イラスト
- 1999年 - 2016年　フジカラーポストカード：年賀状イラスト 暑中見舞いイラスト
- 2003年　絵のある電報サービス「文亭：ふみてい」メッセージカードイラスト[6]
- 2008年　スペイン語圏の人たちのための日本語基礎文法（中沢洋子 (著)、ピアソンエデュケーション）ISBN-10: 4894717867

### 時計デザイン
- 2005年　からくり時計「春の花時計」[7]（マカロニアンモナイト）
- 2006年　からくり時計「春の小川」[8]（マカロニアンモナイト）